# Theodor Werner von Bocholtz
Theodor Werner Graf von Bocholtz (* 1743; † 15. März 1822 in Paderborn) war Dompropst in Paderborn und Domherr in verschiedenen Bistümern.

## Leben

### Herkunft und Familie
Theodor Werner von Bocholtz zu Niesen war der Sohn des Caspar Arnold Jobst von Bocholtz zu Niesen und dessen Gemahlin Maria Theresia von Meschede zu Alme. Er war der Neffe des Domscholasters Ferdinand Wilhelm von Bocholtz zu Störmede und Henneckenrode. Theodor Werner heiratete die Erbtochter Theresia von der Asseburg, Tochter des Hermann Werner von der Asseburg. Aus der Ehe ging der spätere Domherr Hermann von Bocholtz-Asseburg hervor.

### Werdegang und Wirken
Theodor Werner schlug nach dem Tode seiner Frau die geistliche Laufbahn ein und erhielt von seinem Onkel Ferdinand Wilhelm im Jahre 1774 eine münstersche Dompräbende, tauschte sie gegen die Paderborner Präbende des Engelbert von Landsberg ein. Nach dem Verzicht seines Onkels Ferdinand Wilhelm erhielt er 1783 diese Präbende zurück, auf die er 1796 zugunsten von Clemens August von Korff verzichtete. Theodor Werner legte den Schwerpunkt seiner Arbeit nach Paderborn, wo er 1775 Nachfolger des Johann Friedrich von Schaesberg als Präsident des Geheimen Rates wurde. Nach dem Tode des Dompropstes Franz Arnold von der Asseburg wählte das Paderborner Domkapitel Theodor Werner als dessen Nachfolger. Er war Subdiakon und übte auch das Amt des Drosten in Beverungen und Herstelle aus. Er wird auch als Paderborner Oberstmarschall und als Herr zu Störmede, Alme und Niesen genannt.

### Sonstiges
Theodor Werner wurde im Jahre 1803 in den Reichsgrafenstand erhoben.